# Jean-Samuel Noutchogouin
Jean-Samuel Noutchogouin, né en 1933 à Bandjoun et mort le 11 janvier 2019 à Neuilly-sur-Seine, etait un milliardaire camerounais – la 5e fortune du pays selon le magazine Forbes. Parfois surnommé « l'empereur de l'aviculture », il a en réalité étendu son empire financier à de nombreux autres secteurs.

## Biographie

### Enfance et débuts
Jean-Samuel Noutchogouin est originaire de Bandjoun, à l'Ouest du Cameroun, en pays Bamiléké.
Dans À la mesure de mes pas, un livre autobiographique commandé en 2015, on apprend que l'orphelin développe des talents de négoce au petit marché de Bandjoun où sa maman l’envoyait chaque matin. 
« Au fil des marchandages et des spéculations, il découvre sa vocation et quitte ‘l’école du Blanc’ où il n’aura d’ailleurs passé que quelques mois », écrivait Haman Mana, directeur de publication de quotidien Le Jour et proche de la famille.

### Carrière
Il figure parmi les pionniers de l’industrie camerounaise, comme Joseph Kadji Defosso, Samuel Kouam, Fadil Abdoulaye Hassoumi, Théodore Ebobo ou Victor Fotso. Il a bâti sa fortune dans l’agro-industrie et l’importation des objets du quotidien.
Il est le fondateur de plusieurs entreprises : Société des provenderies du Cameroun (SPC), les ustensiles plastiques ICRAFON ou encore la Banque Atlantique. Il distribue au Cameroun le rasoir Bic et le stylo à bille de la même marque. En outre, il est concessionnaire des marques Toyota, Peugeot, Suzuki,... à travers son actionnariat dans le groupe CFAO.
Le magazine Forbes le classait en 2015 au cinquième rang des plus grandes fortunes du Cameroun, évaluant ses actifs à 315 millions de dollars. 
Il a été aussi l’un des plus grands éleveurs de porcs de l’Afrique centrale.  

### Œuvres
- À la mesure de mes pas, autobiographie parue en 2015[4].